# Рунку Маре (Хунедоара)
Рунку Маре (рум. Runcu Mare) насеље је у Румунији у округу Хунедоара у општини Лелесе. Oпштина се налази на надморској висини од 627 m.

## Становништво
Према подацима из 2002. године у насељу је живело 159 становника, од којих су сви румунске националности.